# Sevgi Türker-Terlemez
Sevgi Türker-Terlemez (née le 25 mai 1948 à Hopa, Turquie) est une écrivaine, nouvelliste, essayiste, traductrice de langue turque et française.

## Biographie
Diplômée d’İstanbul Eğitim Enstitüsü (École normale supérieure), 1968. Elle a fait sa maitrise de lettres modernes sur Albert Camus « Le rôle de la femme dans La Peste et dans l’Étranger » à l’Université Bordeaux 3, 1972;
son Master (Art du spectacle, Études théâtrales) sur Kafka « La théâtralité de La Métamorphose et du Procès en relation avec Le Gardien de Tombeau », 2010 ; et depuis elle poursuit ses recherches de la thèse (Arts, Philosophie et Esthétique) « Esthétique et métaphysique de l’attente chez Franz Kafka, Samuel Beckett, Nazım Hikmet ».
Professeur de français dans des lycées, universités, coordinatrice du centre de recherche et d’application des langues vivantes (BÜDAM), ancienne secrétaire élue du Conseil des Citoyens Parisiens Extra Communautaires (CCPEC), membre du comité de rédaction de la revue Cahier de Poétique; du CICEP (Centre International de Créations d’Espaces Poétiques et de recherches);
de la revue bilingue Genèse/Oluşum, elle a publié ses écritures dans des revues turques et françaises, a réalisé en collaboration avec Serpilekin Adeline Terlemez quelques films de courts-métrages. Elle co-organise, participe aux festivals internationaux de poésie, de nouvelle et elle est co-responsable de la collection regards turcs au sein des Éditions L’Harmattan depuis 2018.

### Traductions
du français en turc 
- Justine Lévy, Le rendez-vous, éditions Doruk, Ankara, 1997.
- Bruno Bettelheim, Dialogues avec les mères, éditions Doruk, Ankara, 1999,
- Paul Valéry, Monsieur Teste, éditions Raslantı, Ankara, 2001 et éditions Epos augmentée d'une préface en 2017[8].
- Octave Mirbeau, Le journal d’une femme de chambre, éditions Ayrıntı, Istanbul 2003.
- Bruno Cany[9], Le Mur, Genèse/Oluşum, no 124, Nancy, 2010.
- Alexis Nouss, François Laplantine, éditions Epos, Ankara, 2011.
- Michel Reynaud, L’amour est une drogue douce… en général, éditions İmge Kitabevi, Ankara, 2011.
- Bruno Cany, Fragment du petit âne, Fantaisie morale et philosophique, 14 Şubat Dünyanın Öyküsü, aralık-ocak 2014-15, no 6, Ankara.
- Bruno Cany, Flaubert, Beckett et Robbe-Grillet (et moi Bruno Cany), 14 Şubat Dünyanın Öyküsü, aralık-ocak 2014-15, no 6, Ankara.
- Robert Poudérou[10], Les princes de l’ailleurs[11], éditions Bencekitap, Ankara, 2015 (pièce de théâtre traduite en collaboration avec Serpilekin Adeline Terlemez).
- Robert Poudérou, La Tzigane Noire/Kara Çingene, Kırmızı Yayınları, İstanbul, 2016.
- Bruno Cany, Renaissance du philosophe-artiste, Essai sur la révolution visuelle de la pensée, Éditions Kırmızı, İstanbul, 2018.

du turc en français
- Nazım Hikmet, Ferhat et Şirin, CICEP, Univ. Paris 8, 2007 (pièce de théâtre traduite en collaboration avec Serpilekin Adeline Terlemez)
- Ali Poyrazoğlu, Le crocodile en moi[12], éditions A TA TURQUIE, Nancy, 2010 (textes poétiques traduits traduits en collaboration avec Serpilekin Adeline Terlemez).
- Dino Güzin, Sensiz her şey Renksiz, lettres/1952-1973 (lettres choisies traduites en collaboration avec Bruno Cany), Genèse/Oluşum no 127-128, Nancy, 2011.
- Ayten Mutlu, Les yeux d’İstanbul, L’Harmattan, 2014 (recueil bilingue relu et préfacé depuis la traduction de Mustafa Balel pour la collection Poètes de cinq continents).
- Behçet Necatigil[13],[14], L’image de l’univers[15], L’Harmattan, 2015 (recueil présenté et traduit avec Bruno Cany[16] pour la collection Poètes des cinq continents)[17].
- Mustafa Balel, Lettres d’İstanbul[18] / Rive européenne, éditions bilingue A Ta Turquie, Nancy, 2016.

### Publications

#### Parues en Turquie
- Essai, Plantu Kanatlar ve Eller[19], éditions Papirüs 2004[20], Istanbul.
- Grand dictionnaire (110 000 mots) français-turc; turc-français[21], Engin Yayınları, Ankara-Turquie.
- Lettre à Nazım Hikmet, Sevgili Nazım Hikmet in Alâettin Bahçekapılı, Nazım sen gittin gideli, éditions BRT, İstanbul, 2014.
- Nouvelle, Michelangelo'nun David heykeli, Bach’ın Toccata ve Re minör fügü , 14 Şubat Dünyanın Öyküsü, aralık-ocak 2014-15, no 3[22], Ankara.
- Nouvelle, Gregor Samsa’nın iki yüzü, 14 Şubat Dünyanın Öyküsü, aralık-ocak 2014-15, no 6[23], Ankara.
- Article, Dünyanın öykülerinde türeşim/metisaj : görüş ve algı alanımdaki ÖYKÜ/ dünden bugüne, II. Franz Kafka, Albert Camus, Bruno Cany, Mustafa Balel öykülerinde sürgün (l’exil) ve absürd, 14 Şubat Dünyanın Öyküsü, aralık-ocak 2014-15, no 6, Ankara.
- Nouvelle, Paris’in Delileri, öyküler, Kırmızı Yayınları, İstanbul, 2016.

#### Parues en France
Articles
- La perception et l’habitude, Cahier de Poétique no 12.
- De la transgression dans la théâtralité poétique de l’œuvre de Kafka, Cahier de poétique no 14 ;
- Réflexion sur l’esthétique de l’interstice dans Le mal du pays de l’autre de Philippe Tancelin. Cahier de Poétique no 15 .
- De la transgression dans la théâtralité poétique de l’œuvre de Kafka. Cahier de poétique no 14,
- La perception et l’habitude no 11, Cahier de poétique no 12, émergence effacement et écart, 2005-2007.

Livres
- Parc Montsouris au printemps de l’hiver avec huit plans cinématagraphiques, pp. 144-148 in livre d’artiste collectif «Un chant pour Paris Antiguide poétique», Éditions Unicité, Paris, 2019.
- Scénario unique en son genre, Collection regards turcs, L’Harmattan, Paris, 2019.
- Mes trois fantômes du temps passé Franz Kafka / Nâzim Hikmet / Samuel Beckett, Collection regards turcs, L’Harmattan, Paris, 2024.

Nouvelles
- Épouse Importée/İthal Gelin, in «Femmes, Femmes, Femmes», Oluşum/Genèse, hors série, Nº 139-140, Nancy, 2017.

Dossiers
- Plantu, Plantu Kanatlar ve eller/Les ailes et les mains, Revue Genèse/Oluşum, no 102, Nancy, 2006.
- Bruno Cany, Bruno Cany et la poésie en tant que lieu de résistance , Genèse/Oluşum, no 124, Nancy, 2010.
- Güzin Dino, Güzin un rameau d’olivier/Güzin zeytin dalı, Genèse/Oluşum, no 127-128, Nancy, 2011.

Préfaces
- Dün, bugün ve geleceğin şimdiki zamanı Philippe Tancelin in "Philippe Tancelin, Adımlar", hazırlayan ve çeviren Serpilekin Terlemez, 24 Yayınları, İstanbul 2007.
- Philippe Tancelin; le présent d’hier, d’aujourd’hui et de demain in "Les Pas, poèmes de Philippe Tancelin", Textes poétiques préparés et traduits par Serpilekin Terlemez, éditions bilingue A Ta Turquie, Nancy 2008.
- Rêve ou réalité  in Jean-Luc Pouliquen, "La fille de la lune", USA, Charleston, SC, 2014.

Intervention
- La traduction en tant que re-création, Collectif Effraction, L’Harmattan, 9 juin 2017 (voir archives «L'effraction des vendredis conférence "traduction de la poésie" film réalisé par İro Siafliaki et le montage par Bonita Papastathi» 9 juin 2017)[24]

## Distinctions Honorifiques
- Le 14 juillet 1989, remise des Palmes Académiques, grade Chevalier, par l’Ambassadeur de France en Turquie, à l’Ambassade de France.
- Le 24 novembre 1991, remise de l’Ordre du Mérite par le Préfet d’Ankara.